# 다효소 복합체
다효소 복합체(多酵素複合體, 영어: multienzyme complex)는 하나의 집합체로 포장되는 하나 또는 여러 개의 효소들(폴리펩타이드 사슬들)의 여러 사본들을 포함하고 있다. 다중효소 복합체(多重酵素複合體)라고도 한다. 다효소 복합체는 세포에서 일어나는 단일 또는 일련의 생화학적 반응들을 수행한다. 다효소 복합체는 특정 생화학 경로들을 세포의 한 장소로 분리할 수 있도록 한다.
다효소 복합체의 예로는 피루브산 탈수소효소, 지방산 생성효소, 글루타민 합성효소, 프로테아좀, 루비스코 등이 있다.

## 같이 보기
- 단백질의 4차 구조
- 단백질 복합체
- 거대분자 집합체
- 생체분자 복합체